# Pseudoceratinidae
Pseudoceratinidae é uma família de esponjas marinhas da ordem Verongida.

## Gêneros
- Pseudoceratina Carter, 1885